# Sysinas linearis
Sysinas linearis är en insektsart som beskrevs av William Lucas Distant 1883. Sysinas linearis ingår i släktet Sysinas och familjen ängsskinnbaggar. Inga underarter finns listade i Catalogue of Life.